# 裏切りの季節
『裏切りの季節』（うらぎりのきせつ）は、1966年（昭和41年）に公開された日本映画である。大和屋竺の初監督作品、製作は若松孝二、音楽は佐藤允彦 が手がけた。

## 概要
報道写真家の中谷（立川雄三）が、ヴェトナムから帰国する。友人の長谷川を戦場で亡くした彼は、長谷川の恋人だった眉子（谷口朱里）のもとへ向かう。一方、長谷川の遺したフィルムを手に入れようとする組織が、中谷のあとを追ってくる。
主演の立川雄三（1936年 - ）は、本作が公開された年、演劇集団未踏を設立した人物である。公開当時のポスターに大きくクレジットされており、諸データベースにも記載されている山谷初男、志摩みはるは、上映用プリントのクレジットには記載されていない。映画評論家の佐藤重臣、若松プロダクションの脚本家である足立正生が「大谷義明」の名でいずれも「特別出演」とクレジットされ、出演している。脚本にクレジットされた「大谷義明」は、本作の監督を務めた大和屋竺と、同じくチーフ助監督を務めた田中陽造の合作による共同名義である。日本映画データベースには、若松孝二が大和屋と連名で監督として記載されているが、上映用プリントのクレジットによれば「演出協力」である。配給は「N.S.P.」と記載されているが、鷲尾飛天丸が代表を務める日本シネマである。
若松孝二は、自身がプロデュースした中では最も衝撃を受けた作品だ、と述懐した。
東京国立近代美術館フィルムセンターは同作の35mmフィルム版の上映用プリントを77分版と75分版の2ヴァージョン所蔵している。2005年（平成17年）7月16日、シネマアートン下北沢（2008年閉館）で特別上映された。
かつてレンタル用のVHSビデオグラムのみが発売されていたが、2017年4月に幻の映画復刻レーベルDIGからDVD版が発売された。

## キャスト
- 立川雄三 - 中谷[1]
- 谷口朱里 - 眉子[1]
- 山谷初男 （ノンクレジット・ポスタークレジット有[7]）
- 志摩みはる （ノンクレジット・ポスタークレジット有[7]）
- 寺島幹夫
- 曽根成夫
- 一の瀬弓子
- 飛田八郎
- 森公司
- 中谷三郎
- 田中文子
- 藤田光江
- 萩京子
- 若原玉美
- 甲斐春彦
- パトリック・ヘンリー - 黒人兵
- ハレ・ヴァンクエン[3]（ポスタークレジット : グエン・バン・チュー[7]）
- 佐藤重臣 （特別出演[3]）
- 大谷義明 （特別出演[3]） - 刑の執行人[1]

## スタッフ
- 製作・企画 : 若松孝二
- 監督 : 大和屋竺
- 演出協力 : 若松孝二[3]
- 脚本 : 大谷義明（大和屋竺・田中陽造[1]）
- 撮影 : 伊東英男 [3]
- 照明 : 磯貝一
- 編集 : 具流勘助
- 記録 : 藤田豊子
- スチール : 小泉喜正
- 効果 : 福島幸雄
- 音楽 : 佐藤允彦
- 助監督 : 田中陽造
- 監督助手 : 加藤衛
- 撮影助手 : 浜野義之、大竹紀夫
- 照明助手 : 福井通夫、末吉忠二
- 製作主任 : 宍倉源司
- 製作進行 : 菅原伸次
- 録音・現像 : 目黒スタジオ

## データ
- 製作会社 : 若松プロダクション
- 上映時間（巻数 / 尺数） : 77分 （8巻 / 2,055m）
- フォーマット : 白黒映画 -  スコープ・サイズ - モノラル録音
- 映倫番号 : 14545 [2]
- 公開当時の指定 : 成人映画 [2]
- 劇場公開日 :  日本 1966年12月13日
- 配給 :  N.S.P.